# Fritz Hilpert
Fritz Hilpert (Amberg, 31 de maio de 1956), é um músico alemão, e membro do grupo de synthpop Kraftwerk.

## História
Fritz Hilpert estudou piano e flauta no Max-Reger-Gymnasium Amberg, Alemanha, até 1976. Ele também tocou bateria em várias bandas ao vivo naquele tempo. Desde 1978, estudou engenharia de som na Rheinland Musikhochschule e na Fachhochschule Düsseldorf. Em 1986 ele recebeu seu diploma Diplom-Ingenieur (o equivalente alemão de um Mestrado) em tecnologia de som e imagem.
Hilpert trabalhou como engenheiro de som independente para vários grupos alemães, utilizando o nome artístico "Fritz the Katt", entre eles, a banda de new wave Din A Testbild, antes de se tornar membro do Kraftwerk em 1987.
Além do trabalho de estúdio, Hilpert substituiu Wolfgang Flür em algumas apresentação do Kraftwerk, quando o grupo voltou a fazer turnês em 1990. E, participou do projetado o álbum The Mix, lançado em 1991.
Ele fez contribuições musicais para as composições do Kraftwerk desde Expo 2000, em 1999. Na maioria das faixas do álbum Tour de France, de 2003, ele é creditado como co-compositor. Junto com Henning Schmitz ele trabalha como programador e engenheiro de som na Kling Klang, e é administrador dos sites Kraftwerk.com e Klingklang.com. E, foi responsável pela engenharia de som do DVD ao vivo de 2005, Minimum-Maximum.
Durante a turnê do Kraftwerk na Austrália, no festival Global Gathering, Fritz Hilpert adoeceu e se acreditava ter sofrido algum tipo de doença cardíaca. O Kraftwerk foi forçada a cancelar o show de Melbourne, em 22 de novembro de 2008, no entanto Hilpert foi autorizada a continuar a turnê no dia seguinte.